# Azizpur
Azizpur é uma vila no distrito de Agra, no estado indiano de Uttar Pradesh.

## Demografia
Segundo o censo de 2001, Azizpur tinha uma população de 10,008 habitantes. Os indivíduos do sexo masculino constituem 54% da população e os do sexo feminino 46%. Azizpur tem uma taxa de literacia de 41%, inferior à média nacional de 59.5%; com 67% para o sexo masculino e 33% para o sexo feminino. 20% da população está abaixo dos 6 anos de idade.